# كأس الاتحاد 1974
كأس الاتحاد 1974 (بالإيطالية: Federation Cup 1974)‏ هو الموسم 12 من  كأس فيد. أقيم خلال الفترة 13 مايو 1974 وحتى 19 مايو 1974، وفاز فيه منتخب أستراليا لكأس فيد.